# アフマド・シャー (ガージャール朝)
アフマド・シャー（ペルシア語: احمدشاه, ラテン文字転写: Ahmad Shah, 1898年1月21日 - 1930年2月21日）は、ガージャール朝第7代シャーであり、かつ最後のシャー（在位：1909年 - 1925年）。父モハンマド・アリー・シャーが帝政ロシアに亡命すると、シャーの座に即位した。

## 生涯
アフマドが孔雀の玉座の座に進んだのは、父モハンマド・アリーがロシアに亡命した1909年7月16日である。父モハンマド・アリーは、イラン立憲革命の転覆に務めようとしたが、タブリーズ包囲戦の失敗により、立憲派の不興を買ったため、亡命を余儀なくされた。
アフマド・シャーが統治していた時代のペルシャは、内外ともに不安定な時代だったといえる。まず、国内面に着目すると、第二議会が開催されていたが、立憲派によるテヘラン奪回直後から続いていた穏健派と革命派の対立が顕在化し、議会外の武装闘争、暗殺の応酬にまで及んだ。
対外面では、前世紀から続くイギリスとロシアの対立が引き続き、継続していた。第二議会は、赤字財政の解消に取り組んだが、第二議会が財政顧問として招聘したモルガン・シャスターは、ロシアとの対立を深めていった。そのため、1911年11月には、ロシアは、シャスターの罷免を要求し、翌12月には、ロシア軍がイラン北部に軍事侵攻することで、イラン立憲革命は終焉を迎えた。
その後のイランは、1907年にイギリスとロシアの間で締結された英露協商に基づき、それぞれの勢力範囲へと転落し、アフマドのシャーの威厳はほとんど消滅し、イラン全土が事実上、無政府状態となった。その中で、各地方は次々と地域蜂起の動きが生じた（ジャンギャリー運動など）。ジャンギャリー運動は、イギリスとテヘラン政府の手によって、1919年にはほぼ壊滅状態に追い込まれたが、イラン国内では反英運動のムードが高まるとともに、ジャンギャリー運動を率いたクーチェク・ハーンはボリシェヴィキとの接触を図り、イランは、ソ連とイギリスの勢力争いの場と化していった。
このような無政府状態の中で登場したのが、レザー・パフラヴィーである。1921年に、クーデターを敢行して軍事大臣に就任すると、レザーは自らの意向に沿う形での軍事改革を実施し、アフマドの実権をほとんど奪った。1923年、レザーは首相に就任。
1925年10月31日、国民議会は5対85の大差で王朝廃止を決議。同日、アフマドは皇太子とともに特別列車でフランスへ亡命した。翌月、議会はレザーの国王就任を認め、1926年4月25日、レザーの即位式が行われた
1930年、アフマドはパリの近郊であるヌイイ＝シュル＝セーヌで病没した。